# مالاکیت‌ها
مالاکیت‌ها (نام علمی: Chlorolestes) نام یک سرده از تیره مالاکیتان است.